# Рамуш, Нереу
Нере́у ди Оливе́йра Ра́муш (порт. Nereu de Oliveira Ramos; 3 сентября 1888, Лажис, Санта-Катарина, Бразильская империя — 16 июня 1958, Сан-Жозе-дус-Пиньяйс, Парана, Бразилия) — бразильский государственный деятель, адвокат. Вице-президент Бразилии в 1946—1951 годах, президент Бразилии в 1955—1956 годах.

## Биография
В 1909 году Нереу Рамуш окончил Юридический факультет Сан-Паулу. С 1910 по 1914 год его отец — Видал Рамуш — был губернатором штата Санта-Катарина, сам же Нереу Рамуш в 1910—1912 и 1919—1921 годах был депутатом Законодательного собрания Санта-Катарины.
В 1927 году им была основана Либеральная партия Санта-Катарины. В 1930 году был избран федеральным депутатом от Либерального альянса, с закрытием Конгресса заседал в Конституционной ассамблее.
В течение 10 лет, с 1935 по 1945 год, работал губернатором штата Санта-Катарина. После свержения Варгаса выдвинул свою кандидатуру на пост вице-президента и победил на выборах. 31 января 1946 года он принёс присягу вице-президента Бразилии, став первым в этой должности за последние 15 лет (должность вице-президента была отменена Конституцией 1934 года и восстановлена Конституцией 1946 года). После окончания срока своих полномочий возглавлял Палату депутатов Бразилии (1951—1954), затем был вице-спикером Сената.
Оказался на посту президента в результате так называемого «упреждающего переворота», направленного в защиту Конституции, целью которого было отстранение от власти Карлуша Луша. В должности президента Бразилии Рамуш оставался в течение двух месяцев и 21 дня. Он поклялся передать власть законно избранному президенту Жуселину Кубичеку, и 31 января 1956 года тот официально вступил в должность. После этих событий Рамуш вернулся в Сенат и некоторое время возглавлял министерство юстиции в правительстве Кубичека.
6 июля 1958 года погиб в авиакатастрофе.